# Foxhall
Foxhall – civil parish w Anglii, w hrabstwie Suffolk, w dystrykcie East Suffolk. Miejscowość liczy 151 mieszkańców.